# Gigamot
Die Gigamot GmbH wurde 2005  als Gigamot AG gegründet und ist ein in Hemsbach ansässiger Fahrzeugtuner für die Fahrzeugmarken MINI und BMW.
Bekannt wurde Gigamot in der MINI Challenge, als „Gigamot Racing“. Der Rennstall gilt bis heute als erfolgreichstes Team in der Geschichte dieses Markenpokals. Mit dem MINI R56 Challenge erreichte das Team viermal die Team Meisterschaft, dreimal die Fahrermeisterschaft und dreimal die Vizemeisterschaft.
2019 wurde die AG, nach einer Fusion mit der Muttergesellschaft FIS GmbH, in eine Gesellschaft mit beschränkter Haftung gewandelt. (Gigamot GmbH)

## Marken und Produkte
Das Angebot umfasst einzelne Tuning Teile wie Fahrwerke, Sportauspuffanlagen, Innenausstattungen oder Leichtmetallfelgen sowie komplette Fahrzeuge für Motorsport Anwendungen sowie Leistungssteigerungen für Benzin- und Dieselmotoren. Zusammen mit der DuelL AG aus Nagoya in Japan entwickelt Gigamot verschiedene Fahrzeugteile für den asiatischen Raum, gebrandet mit dem Gigamot Logo. Gigamot ist Importeur der DuelL AG Produkte in Europa und NM-Engeneering/USA Produkte für Deutschland.

## Geschichte
Im Jahr 2005 gründete Thomas Fürst die Fa. Gigamot AG in Hemsbach. Im gleichen Jahr wurde die Entscheidung getroffen, mit einem MINI R53 an der MINI Challenge Deutschland teilzunehmen.
2006 nahm Gigamot erstmals an der MINI Challenge teil, noch im Team von KUG, Kurt Gewinnus. 2007 übernahm Gigamot das Team und benannte es um in „Gigamot Racing“. 2008, mit dem neuen MINI R56, erreicht das Team erstmals die Team Meisterschaft. 2009–2011 wurden die erfolgreichsten Jahre von Gigamot Racing. Alle Team-, Fahrer- und Vizemeisterschaften gingen an Team Gigamot Racing. Im gleichen Jahr wurde die neue Werkstatt in Hemsbach bezogen, die heute noch der Hauptsitz der Firma ist. Schwerpunkt ab 2011, waren MINI und BMW Tuning und Rennsport Fahrzeuge. 2012, nach Ende des Markenpokals MINI Challenge, startete Gigamot Racing in der MINI Trophy. Auch hier wurde die Team Meisterschaft eingefahren. 2013 erfolgten Gast Starts in der MINI Trophy und Verlagerung des Hauptgeschäft auf MINI und BMW Tuning. 2014, wurde der erste an einen Kunden ausgelieferte MINI F56 von Gigamot modifiziert und umrundete die Welt. „MINI goes all around“ 2015 war Gigamot auf verschiedenen Messen mit eigenen Projektfahrzeugen vertreten. Zusammen mit Remus präsentierte Gigamot einen MINI F56 S auf der Essener Motorshow mit über 300 PS.  2016 nahm, Gigamot an der MINI takes the States (MTTS 2016) teil.

## Bilder

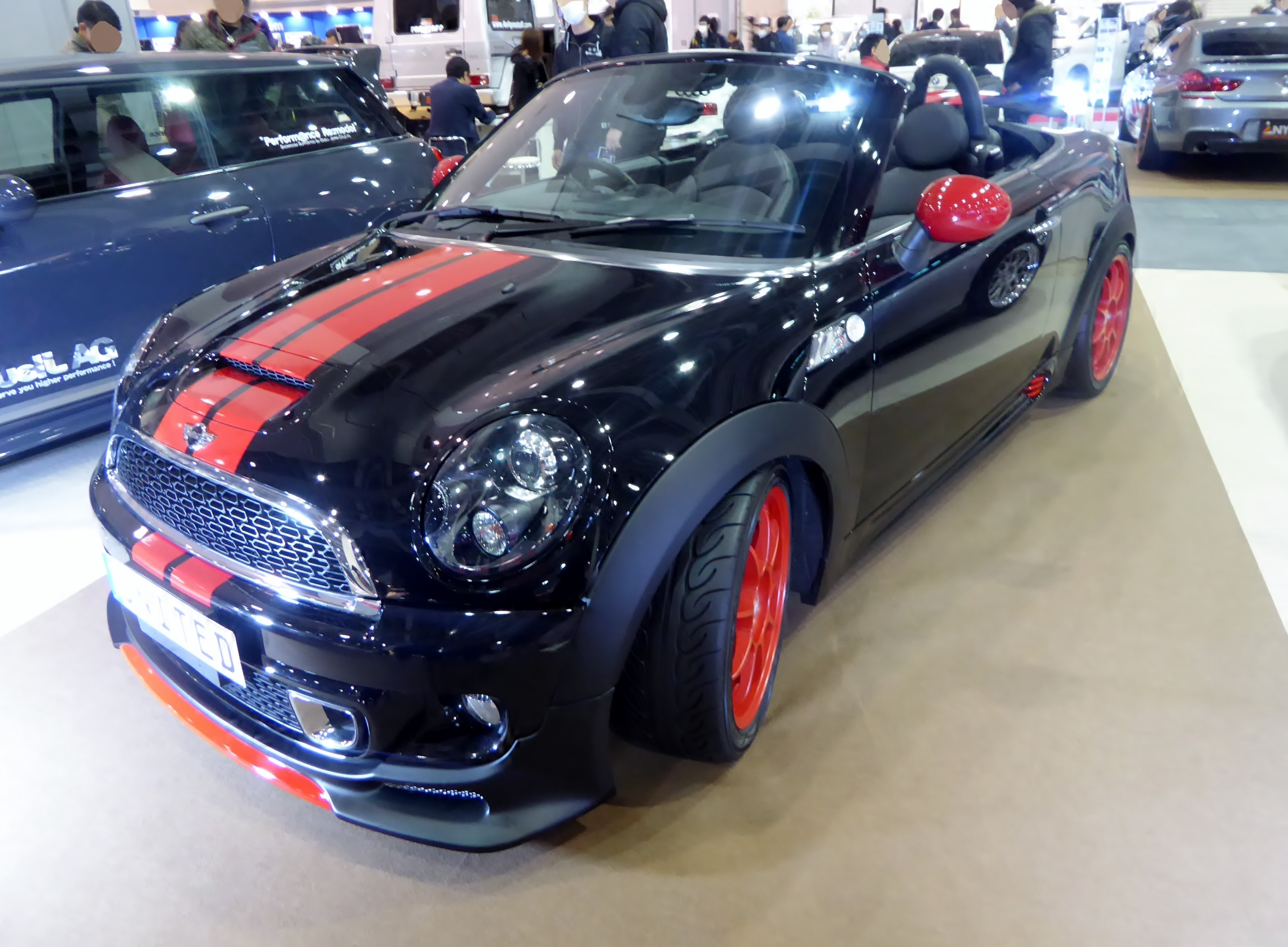
Gigamot MINI auf der Osaka Automesse
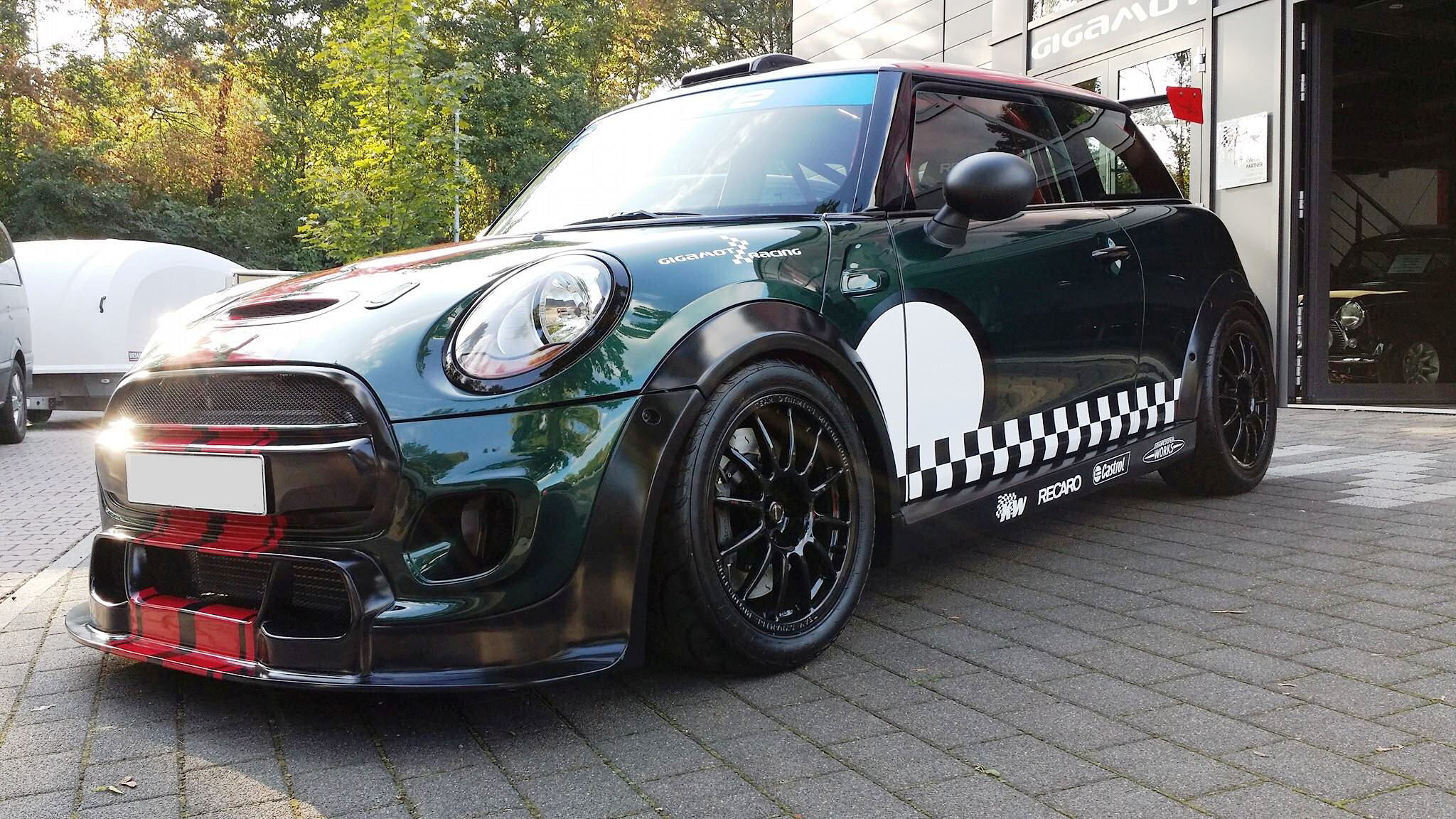
MINI F56 Challenge von Gigamot
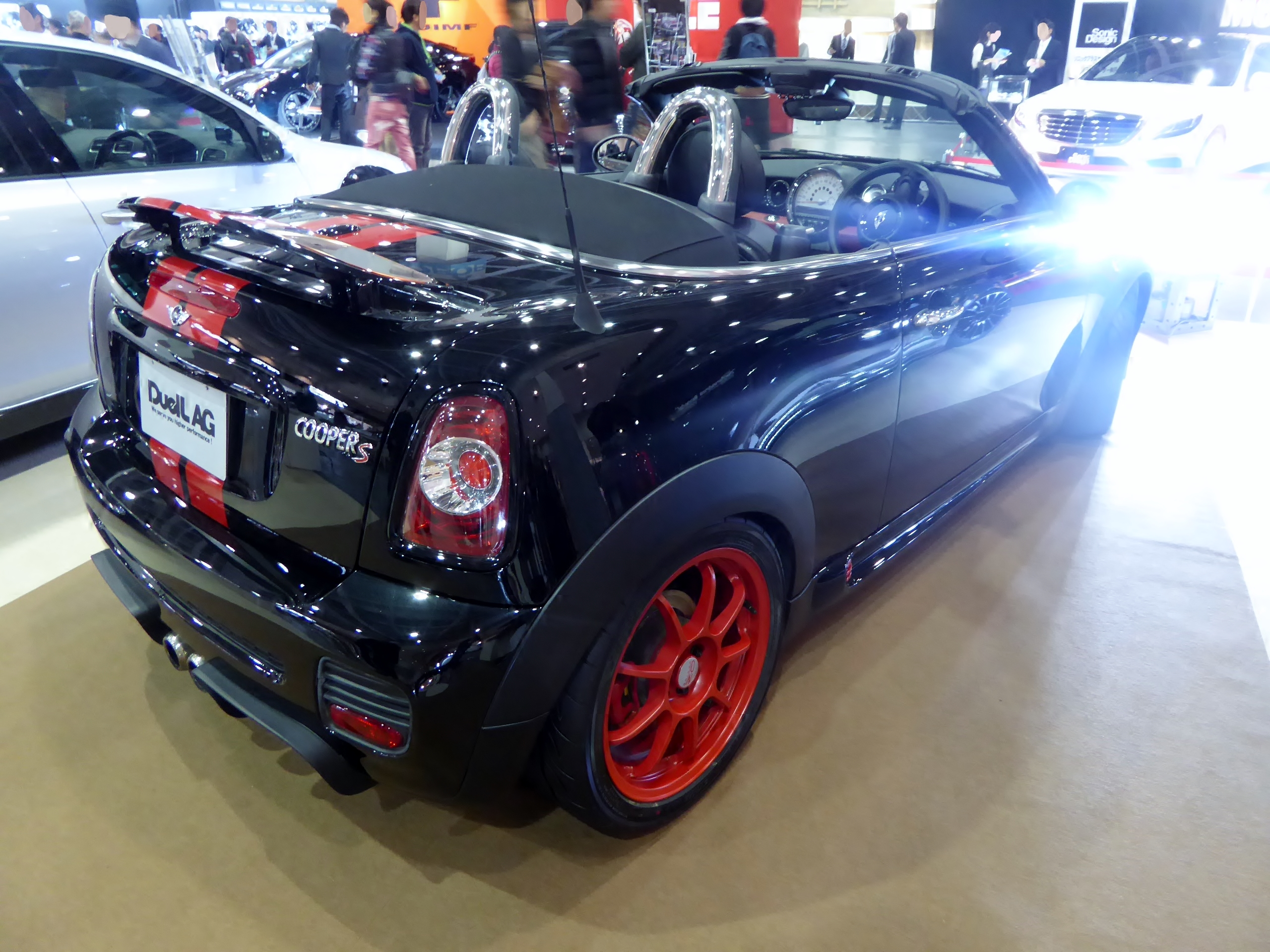
MINI R59 (Roadster)